# Трке локомотива у Рејнхилу
Трке локомотива у Рејнхилу је такмичење одржано у октобру 1829. године. Циљ одржавања такмичења је био да се локомотива која се покаже као најбоља изабере за коришћење на новој прузи Ливерпул-Манчестер. Такмичило се пет локомотива. Rocket је једина локомотива која је завршила изборно такмичење и победила. Стивенсоновима је као конструкторима понуђен уговор о производњи локомотива за железницу.

## Позадина
Када се изградња пруге Ливерпул-Манчестер приближила крају, директори железнице организовали су такмичење да би одлучили да ли за вучу возова да користе парне локомотиве. За победничко решење била је предвиђена награда од 500 фунти. За судије на надметању одређени су: Џон Растик, инжењер локомотива из Стаурбриџа, Николас Вуд, рударски инжењер са значајним искуством у дизајнирању локомотива и Џон Кенеди, власник фабрике текстила и главни заговорник железнице.

## Услови конкурса
Конкурс за израду најбоље локомотиве за пругу Ливерпул-Манчестер расписан је 20. априла 1829. године, а рок је био 1. октобар 1829. године. До тог рока интересенти су морали да конструишу локомотиве и допрате до станице Рејнхил. Услови конкурса били су следећи:
- локомотива је морала да „гута“, односно уништава сопствени дим
- маса локомотиве у служби не сме бити већа од 6 тона и треба да има 6 точкова, а ако има мање од 4,5 тоне може бити и на 4 точка
- висина машине до врха динњака не може да буде већа од 15 стопа или 4,575 m
- притисак паре у котлу не сме да буде већи од 3,5 атмосфере
- котао мора да има два сигурносна вентила од којих један мора да буде ван домашаја машиновође
- локомотива мора да буде способна да вуче терет од 20 тона брзином од најмање 16 km на час
- цена локомотиве не сме да буде већа од 550 фунти, а локомотива мора да буде израђена и спремна за такмичење 1. октобра 1829. године.

## Учесници
Десет локомотива је пријављено за такмичење, али се на дан почетка такмичења 6. октобра 1829. године појавило само 5 локомотива:
- Cycloped, чији је конструктор Томас Брендрет
- Novelty, чији су конструктори Џон Ериксон и Џон Брајтвајт
- Perseverance, чији је конструктор Тимоти Бурстал
- Rocket, чији су конструктори Џорџ Стивенсон и Роберт Стивенсон
- Sans Pareil, чији је конструктор Тимоти Хакворт.[1]

## Такмичење
Такмичење је било јавно и изазвало је велику пажњу како стручне јавности тако и широких народних маса. Више од 10 000 људи присуствовало је овом догађају, а за то је била заслужна и штампа која је обилато пропратила дешавања везана за нови облик саобраћаја.
Деоница одређена за такмичење била је у правацу и хоризонтали дужине 1 mi (1,6 km) (1,61 km) и требало ју је прећи 20 пута у оба смера. Две или три локомотиве су дневно биле тестиране, а тестирање је трајало неколико дана.
- Cycloped који је користио коњску вучу је први напустио такмичење због незгоде у којој је коњ пропао кроз под машине.
- Perseverance је следећа напустила трку јер није успела да достигне брзину од 16 km на час.
- Sans Pareil је за успела успела да заврши 8 вожњи пре него јој је пукао цилиндaр.
- Последња локомотива која је одустала била је Novelty. Била је фаворит публике. Достигла је тадашњих запањујућих 45 km на час првог дана такмичења. Касније је претрпела квар који није могао бити поправљен на лицу места.

Тако да је на крају такмичења једино остала Rocket чија је максимално достигнута брзина била 48 km/h. Стивенсонови су тако освојили награду и потписали уговор да производе локомотиве за пругу Ливерпул-Манчестер.